# 賈斯汀·摩爾諾
賈斯汀·歐內斯特·喬治·摩爾諾（Justin Ernest George Morneau，1981年5月15日—）是目前美國職棒大聯盟芝加哥白襪隊的一壘手。在2006年球季，他得到了美聯最有價值球員獎，他也被視為大聯盟中，最首要的一壘手之一。

## 職業生涯

### 2003年－2005年
摩爾諾生涯初登板是在2003年6月10日於明尼蘇達雙城隊，但該季多半仍待在小聯盟的羅徹斯特紅翼，直到2004年，原本的一壘手Doug Mientkiewicz被交易到波士頓紅襪後，他變成了雙城隊的固定先發一壘手。2004年摩爾諾出賽74場，並打出19支全壘打，在防守上也僅有3次失誤。
2005年，在非季賽中有種種的疾病，並在四月時打擊遭觸身球打到頭部而送入傷兵名單，雖然在歸隊後看上去摩爾諾並沒完全脫離挫折，但該季仍有22支全壘打和74分打點。
在2006年球季之前，摩爾諾代表加拿大隊出賽2006年世界棒球經典賽，他在三場比賽的打擊率是.308、3支二壘安打和2分打點。

### 2006年
在開季較低迷的表現之後，摩爾諾在6、7、8月的打擊率大大爆發。8月9日，摩爾諾成為雙城隊自1987年來第一位單季30支全壘打以上的打者，球季結束後，摩爾諾的打擊率是.321（美聯第六）、長打率.559（美聯第六）和34支全壘打及130分打點。
11月21日，摩爾諾以些微差距擊敗紐約洋基的德瑞克·基特而贏得美聯最有價值球員獎，成為雙城隊隊史第四位得到此殊榮的選手，他也成為第二位贏得最有價值球員獎的加拿大選手。

### 2007年
2007年5月，摩爾諾生涯第一次贏得美聯單月最佳球員獎。
摩爾諾入選了明星賽，並參加了全壘打大賽。摩爾諾也在7月6日打出生涯第一場三響砲。

### 2008年
2月25日，摩爾諾同意了與雙城六年8000萬美金的合約，也是雙城隊隊史最大的合約。
7月6日，摩爾諾入選了明星賽的候補名單。
7月10日，對上底特律老虎隊的比賽，摩爾諾生涯第一次打出單場5安打的比賽，並在延長加賽打出致勝全壘打，以7比6贏得比賽。

### 2012年
4月19日，對上洋基隊單場雙響砲，使雙城隊以6比5險勝洋基隊。

### 2013年
9月1日, 摩爾諾被交易至匹茲堡海盜隊。

### 2014年
12月3日，摩爾諾同意了與落磯兩年1250萬美金的合約。

### 2016年
2016年6月9日，摩爾諾簽署了與芝加哥白襪隊簽下一年100萬美元的合約

## 外部連結
- 球員資訊和成績在MLB，ESPN，Baseball-Reference，The Baseball Cube（英文）

1. ↑  .   [2008-07-13]. （原始内容存档于2007-09-27）.
2. ↑  .   [2008-07-13]. （原始内容存档于2008-01-29）.
3. ↑  .   [2014-05-19]. （原始内容存档于2013-11-11）.
4. ↑  .   [2008-07-13]. （原始内容存档于2009-05-28）.